# Stanislav Karasi
Stanislav Karasi (Belgrad, 8 de novembre de 1946) és un futbolista serbi de la dècada de 1970 i posteriorment entrenador de futbol. Fill de pare serbi (Ivan Karasi) i mare hongaresa (Adela Farkas), destacà com a futbolista a l'Estrella Roja de Belgrad. També destacà al Lille OSC francès i a l'Anvers FC belga. Fou internacional amb Iugoslàvia i disputà el Mundial de 1974 a Alemanya. A continuació es convertí en entrenador, principalment a clubs de l'antiga Iugoslàvia, com Mladost Lučani, FK Zvezdara, i Borac Banja Luka.